# ミシェル・ベッケ
ミシェル・ベッケ（Michel Becquet、1954年2月4日 - ）は、フランスのトロンボーン奏者。

## 略歴
1954年2月4日フランスのリモージュに生まれる。
幼少よりピアノとホルンを学び、10歳の時プロのホルン奏者である父親の勧めによりトロンボーンを手にし、すぐに情熱を傾けるようになる。リモージュ音楽院で数年学んだ後、15歳でパリ国立高等音楽院へ入学、異例の早さで卒業。以来、ミュンヘン、トゥーロン、プラハ、ジュネーヴ、など全ての国際コンクールに入賞する。18歳の時、ヴォルフガング・サヴァリッシュによりスイス・ロマンド管弦楽団の首席奏者に任命され、その数年後、パリ・オペラ座管弦楽団に入団。1989年、教育活動と創作活動に献身するため、パリ・オペラ座管弦楽団を退き、ケルン音楽大学で教鞭をとるようになる。
1972年、ジャック・フルケ、アラン・マンフラン、ジル・ミリエールと共にパリ・トロンボーン四重奏団を創立し、トロンボーンの華々しい曲から知られざる曲までを幅広く演奏、世界中で脚光を浴びる。1990年、ジルベール・アミイよりフランス国立高等音楽院の金管楽器学科の学科長のポストに推薦される。1989年、選りすぐりの18名の音楽家によって創設されたキュイーブル・フランセ（フランス金管合奏団）のリーダーも務め、フランス金管流派の最も威信のあるアンサンブルとして名を馳せている。リヨン国立高等音楽院で教鞭をとる中で、トロンボーンクラスの愛弟子と同僚の演奏家たちにより、8本のトロンボーンと1本のテューバそして2つのパーカッションからなるアンサンブル・オクトボーンを創設。
現在リヨン国立高等音楽院とローザンヌ高等音楽院の教授を務めている。精巧な演奏と鋭い感受性、そして独特な音色はフランス流派の最も優れた演奏家として世界中で絶大な評価を浴びている。